# Mastín Español
Der Mastín Español, der Spanische Mastiff, ist eine von der FCI (Nr. 91, Gr. 2, Sek. 2.2) anerkannte spanische Hunderasse.

## Herkunft und Geschichtliches
Der Ursprung dieses Hirtenhundes ist unbekannt, aber wie die anderen Doggen der Iberischen Halbinsel stammt er vermutlich von Hunden ab, welche die Phönizier und Griechen vor etwa 2000 Jahren nach Spanien gebracht haben. In Spanien wird er als Beschützer des Viehs und des Hauses geschätzt; er ist über das ganze Land verbreitet und hat demzufolge je nach Gegend unterschiedliche Namen.
Nach einer Beschreibung aus dem Kastilien des 18. Jahrhunderts wurde eine Herde von 1000 Schafen auf ihrer jahreszeitlichen Wanderung, der Transhumanz, typischerweise von fünf Schäfern und fünf Mastín-Hunden begleitet. Die Mastines sollten die Herde vor Wölfen und Viehdieben schützen. Für die Hunde wurde gut gesorgt, für einen Mastín führte man ebenso viel an Lebensmitteln mit wie für einen Schäfer. Wer einen Mastín verletzte, hatte eine Strafe von mindestens fünf Schafen zu entrichten. Der Besitz eines solchen Hundes musste von der einflussreichen Organisation der kastilischen Schafzüchter, der Mesta, genehmigt werden.

## Beschreibung
Der Mastín Español ist ein sehr großer und kräftiger Hund, der im Aussehen den anderen Mastiff-Rassen ähnelt. Er hat einen großen, kräftigen Kopf und einen ernsten und wachsamen Ausdruck. Seine Ohren sind klein und hängend. Das Haar ist halblang, rehbraun, rot, schwarz/weiß, rotgestromt, schwarzgestromt oder beige.
Darüber hinaus gibt es in Spanien noch Züchter, die den Mastín Español für die Nutztierhaltung züchten. Dort sind Größen bis zu 100 cm und bis zu 110 kg Gewicht möglich.

## Verwendung
Als Herdenschutzhund gezüchtet, begleitet er auch heute noch die wenigen Viehherden, die in Spanien über große Entfernungen getrieben werden. Hirten schätzen den Mastín sehr, man sagt, dass mehrere Mastines gemeinsam auch Wölfe und Bären erlegen können.
Jedoch wird der Mastín heute allmählich zum Haus- und Hofhund. Mit seinem ruhigen Wesen und seiner Geduld kann er auch gut als Familienhund gehalten werden.
Allerdings erwartet der Mastín eine klare Rolle innerhalb der Familie beziehungsweise des Rudels. Steht diese fest, ist der Mastín ein überaus wachsamer Beschützer von Haus und Hof.

## Rechtslage
Die Rasse steht in mehreren deutschen Bundesländern auf der Liste potentiell gefährlicher Hunderassen.
In Österreich steht der Mastín Español in zwei von drei listenführenden Bundesländern (Wien und Vorarlberg) auf der Rasseliste. Je nach Bundesland ist ein „Hundeführerschein“ (Wien) oder eine Sondergenehmigung des Bürgermeisters (Vorarlberg) zur Haltung erforderlich.
In der Schweiz führen fünf der dreizehn Kantone mit Rasselisten den Mastín Español auf ihren Listen, die Haltung ist in diesen Kantonen bewilligungspflichtig. In den Kantonen Genf und Wallis sind Haltung, Zucht und Einfuhr verboten.